# Soutelo (Vila Verde)
Soutelo is een plaats (freguesia) in de Portugese gemeente Vila Verde en telt 1 986 inwoners (2001).